# Гобой да качча

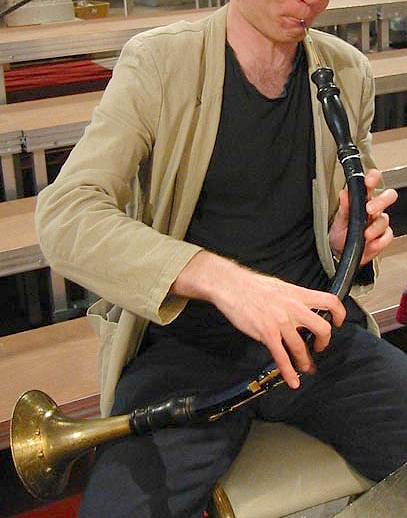
Гобой да качча

Гобой да качча (множина — гобої да качча; з італ. oboe da caccia — «мисливський гобой»), також мисливський гобой — дерев'яний духовий інструмент, різновид барокового гобоя в альтовому регістрі, налаштований у фа (F), тобто звучить на чисту квінту нижче від стандартного (сопранового) гобоя.

## Історія
Інструмент, ймовірно, був розроблений у Франції наприкінці XVII століття та використовувався у музиці для полювання. У французькому війську гобой да качча слугував сигналним інструментом. Відомі сьогодні зразки переважно походять від лейпцизького майстра дерев'яних духових інструментів Йоганна Айхентопфа, який близько 1720 року створив гобой да качча на замовлення Йоганна Себастьяна Баха. Подальші варіанти виготовляли також Г. Вайґель у Бреславі та Й. Г. Бауер у Відні. Два інструменти роботи Айхентопфа, що збереглися (у музеях Стокгольма та Копенгагена), наразі непридатні до гри. Вони мають вигнутий корпус, обтягнутий шкірою, і розтруб із латуні, пофарбований зсередини в чорний колір (у варіанті Айхентопфа), подібно до corno da caccia (мисливського ріжка). Така форма обумовлена потребою зробити отвори для пальців зручнішими на великому інструменті.
Перші сучасні копії гобоя да качча, виготовлені з урахуванням історичної практики виконання, з'явилися близько 1970 року. Їх створив Пауль Гайлперін (*1947), який тоді був гобоїстом ансамблю Concentus Musicus Wien.

## Використання
Гобой да качча використовується у творах Й. С. Баха — зокрема в пасіонах, деяких кантатах та Різдвяному ораторії. Для цього інструмента також писали Йоганн Фрідріх Фаш (під назвою oboe da silva), Христоф Ґраупнер, Джованні Баттіста Феррандіні. Згодом гобой да качча став основою для створення сучасного англійського ріжка, який сьогодні часто використовується як його заміна.

## Вебпосилання
- Представляємо гобой да Качча з оркестру епохи Просвітництва (англійська)

## Окремі посилання
1. ↑  Martin Stadler erklärt BWV 119: Einführung auf Schweizerdeutsch (mit englischen Untertiteln)
2. ↑  Eintrag in Musikinstrumente-Lexikon.de
3. ↑  Michael Finkelmann: Die Oboeninstrumente in tiefer Stimmlage auf Moeck.de
4. ↑  MGG 2: Sachteil, Band 7 Sp. 552—553 Oboe da caccia